# Мотрович, Роман Николаевич
Роман Николаевич Мотрович (укр. Роман Миколайович Мотрович; 15 июля 1970, Ивано-Франковск, Украинская ССР, СССР) — советский и украинский борец вольного стиля, призёр чемпионата Европы и Игр доброй воли.

## Спортивная карьера
В 1990 году на чемпионате Европы среди молодёжи в составе сборной СССР стал серебряным призёром. В 1993 году выиграл чемпионат Украины и стал обладателем Кубка Украины. В августе того же года в Торонто на чемпионате мира занял 5 место. В апреле 1994 года на чемпионате Европы в Риме стал бронзовым призёром. Летом 1994 года стал бронзовым призёром Игры доброй воли

## Спортивные результаты
- Чемпионат Европы по борьбе среди молодёжи 1990 — ;
- Чемпионат Украины по вольной борьбе 1993 — ;
- Кубок Украины по вольной борьбе 1993 — ;
- Чемпионат мира по борьбе 1993 — 5;
- Чемпионат Европы по борьбе 1994 — ;
- Игры доброй воли 1994 —
- Чемпионат мира по борьбе 1994 — 6;
- Всемирные военные игры 1995 — 6;
- Кубок Украины по вольной борьбе 1995 — ;
- Кубок Украины по вольной борьбе 1996 — ;
- Всемирные военные игры 1999 — 6;
- Чемпионат Украины по вольной борьбе 2000 — ;
- Чемпионат Европы по борьбе 2000 — 17;

## Личная жизнь
В 1996 году окончил Львовский государственный университет физической культуры.